# Avicularia avicularia variegata
Avicularia avicularia variegata is een spinnenondersoort in de taxonomische indeling van de vogelspinnen (Theraphosidae).
Het dier behoort tot het geslacht Avicularia. De wetenschappelijke naam van de soort werd voor het eerst geldig gepubliceerd in 1896 door Frederick Octavius Pickard-Cambridge.